# Droga śmierci Mińsk-Czerwień

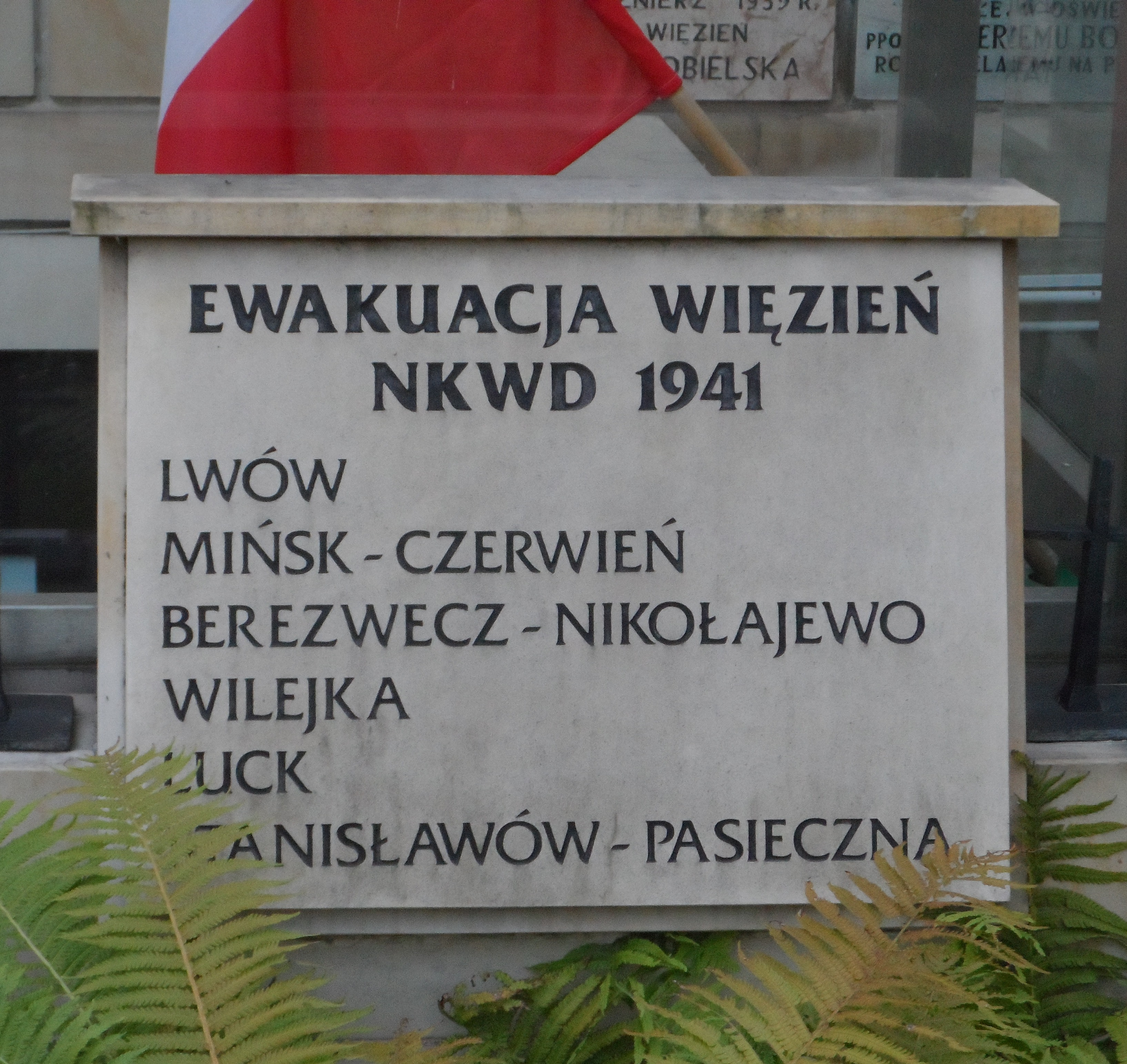
Tablica na terenie kościoła św. Stanisława Kostki w Warszawie, upamiętniająca ofiary masakr więziennych NKWD, w tym ofiary „drogi śmierci” Mińsk–Czerwień

Droga śmierci Mińsk–Czerwień – szlak kaźni więźniów ewakuowanych z więzień w Mińsku, których po wybuchu wojny niemiecko-sowieckiej NKWD usiłowało odeskortować na wschód.
Likwidację więzień rozpoczęto prawdopodobnie już w nocy z 22 na 23 czerwca 1941 roku. Część więźniów enkawudziści zamordowali jeszcze na terenie Mińska. Pozostałych pognali pieszo w kierunku Mohylewa. Podczas kilkudniowego marszu więźniowie cierpieli na skutek upału, głodu i pragnienia. Byli także masowo mordowani przez konwojentów. 26 lub 27 czerwca kolumny marszowe dotarły do Czerwienia, gdzie NKWD rozstrzelało jeszcze od kilkuset do tysiąca więźniów. Nieliczni ocaleli dzięki ucieczce strażników i nadejściu wojsk niemieckich.
Liczba więźniów zamordowanych na „drodze śmierci” pozostaje nieznana. Według niektórych szacunków, prawdopodobnie jednak zawyżonych, mogła sięgnąć nawet 18 tysięcy. Wśród ofiar było wielu obywateli polskich, których aresztowano na okupowanych Kresach Wschodnich.

## Geneza

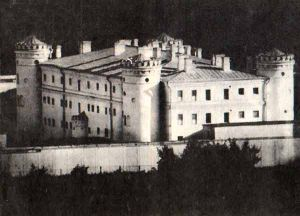
Zamek Piszczałowski w Mińsku, tzw. Wołodarka

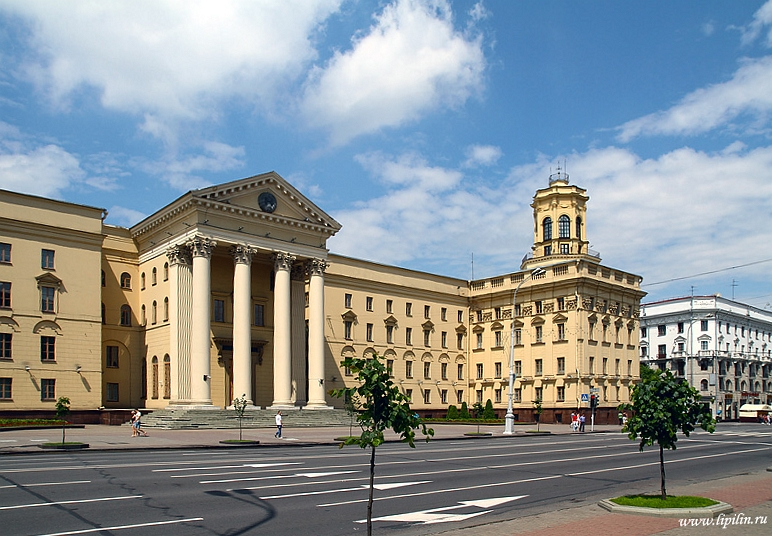
Siedziba i areszt NKWD w Mińsku, obecnie siedziba białoruskiego KGB

Wiosną 1941 roku w Mińsku, podówczas stolicy Białoruskiej SRR, funkcjonowały dwa więzienia:
- więzienie główne (centralne) na Zamku Piszczałowskim przy ul. Wołodarskiego 1, zwane potocznie „Wołodarką”,
- więzienie w siedzibie republikańskiego NKWD przy prospekcie Urickiego 12 (ob. prospekt Niepodległości), zwane potocznie „Okrąglakiem” lub „Amerykanką”.

„Amerykanka” miała charakter więzienia śledczego. Osadzano tam osoby, które pozostawały w specjalnym zainteresowaniu NKWD, a także więźniów będących w śledztwie lub oczekujących na wyrok. Z kolei „Wołodarka” pełniła m.in. funkcję więzienia etapowego, z którego skazańców wywożono w głąb ZSRR.
22 czerwca 1941 roku nazistowskie Niemcy dokonały inwazji na Związek Radziecki. Pierwsze tygodnie wojny miały bardzo pomyślny przebieg dla strony niemieckiej. Dywizjom Wehrmachtu udało się bowiem rozbić wojska nadgranicznych okręgów wojskowych ZSRR, a następnie wedrzeć się w głąb sowieckiego terytorium. Szczególnym powodzeniem uwieńczone zostało niemieckie natarcie na Białorusi, gdzie w ciągu niespełna dwóch tygodni okrążono i doszczętnie rozbito sowiecki Front Zachodni.
Władze sowieckie były zdecydowane nie dopuścić, aby więźniowie polityczni, których przetrzymywano w strefie działań wojennych, zostali uwolnieni przez Niemców. 24 czerwca 1941 roku ludowy komisarz spraw wewnętrznych Ławrientij Beria wydał obwodowym urzędom NKGB rozkaz rozstrzelania wszystkich więźniów politycznych, których ewakuacja w głąb kraju była niemożliwa. W myśl rozkazu Berii stracone miały zostać osoby skazane za „działalność kontrrewolucyjną”, „działalność antysowiecką”, sabotaż i dywersję, a także więźniowie polityczni znajdujący się w śledztwie.
Charakterystyczne dla likwidacji więzień na terenach dzisiejszej Białorusi stały się tzw. marsze śmierci, w których trakcie więźniów wyprowadzano z cel, po czym w letnim upale przez wiele dni pędzono na wschód. W wyniku prowadzonej w ten sposób „ewakuacji” więźniowie masowo umierali z wyczerpania, głodu i pragnienia, ginęli w nalotach niemieckiego lotnictwa, byli mordowani przez konwojentów.

## Przebieg

### „Droga śmierci”
Z dokumentów NKWD wynika, że stan osadzonych w mińskim więzieniu na dzień 10 czerwca 1941 roku wynosił 1802 osoby. Nie jest jednak pewne, czy liczba ta obejmuje więźniów wszystkich mińskich więzień, czy też wyłącznie osadzonych w więzieniu centralnym („Wołodarce”). Wiele wskazuje, że w momencie rozpoczęcia ewakuacji liczba więźniów była większa, gdyż zarówno bezpośrednio przed niemiecką inwazją, jak i po 22 czerwca NKWD kontynuowało masowe aresztowania prawdziwych i domniemanych przeciwników władzy sowieckiej. Osób tych nie rejestrowano w więziennej ewidencji. Ponadto w pierwszych dniach wojny do Mińska kierowano więźniów ewakuowanych z przygranicznych miast. W nocy z 23 na 24 czerwca przywieziono tam od 115 do 300 więźniów z Kowna. Według źródeł polskich w czerwcu 1941 roku w celach samej tylko „Amerykanki” przetrzymywano około 2–3 tys. osób.
W pierwszych dniach wojny Mińsk był silnie bombardowany przez Luftwaffe. Na skutek nalotów ucierpiał także gmach „Wołodarki”. Według Janusza Prawdzic-Szlaskiego – szefa wywiadu Obszaru Białystok ZWZ, którego więziono w tym czasie w Mińsku, jednakże w innym więzieniu – dwie niemieckie bomby spadły 23 czerwca na więzienie centralne, zabijając kilkudziesięciu więźniów. Z kolei Jonas Petruitis, który był naocznym świadkiem tego wydarzenia, wspominał, że nalot miał miejsce 24 czerwca, a bomby trafiły w budynek administracyjny, zabijając dziesięciu enkawudzistów, w tym zastępcę naczelnika więzienia, oraz częściowo niszcząc więzienną kancelarię wraz z aktami osadzonych. Z powodu panującego chaosu w obu mińskich więzieniach wystąpiły problemy z aprowizacją. Więźniom nie wydawano wody i żywności lub też otrzymywali je w minimalnych ilościach.
Prawdopodobnie już w nocy z 22 na 23 czerwca enkawudziści przystąpili do mordowania więźniów. Świadkowie wspominali, że odgłosy egzekucji były dobrze słyszalne w sąsiednich celach. Janusz Prawdzic-Szlaski twierdził, że w „Amerykance” więźniów zabijano, podając im przemocą truciznę. Stawiających opór zastrzelono w celach. Zginęła wtedy m.in. kurierka Komendy Głównej ZWZ o pseudonimie „Teresa”. Egzekucje odbywały się także we „Wołodarce”, gdzie zamordowano m.in. chorych więźniów.
23 czerwca nieustaloną liczbę więźniów „Amerykanki” załadowano do wagonów kolejowych i wywieziono do Kożwy w Republice Komi. We „Wołodarce” wypuszczono na wolność młodocianych kryminalistów. Pozostałych więźniów uformowano w kolumny liczące od 200–300 do nawet 1000 osób, po czym szosą mohylewską pognano pieszo na wschód. Raporty NKWD informują, że ewakuacja rozpoczęła się 24 czerwca lub w nocy z 24 na 25 czerwca. Z relacji ocalałych wynika natomiast, że wyprowadzanie więźniów rozpoczęto po południu 24 czerwca i kontynuowano przez całą noc aż do świtu. W jednym z sowieckich raportów podano, że eskortę zapewniało 170 żołnierzy 226. pułku wojsk konwojowych NKWD. Bogdan Musiał podaje natomiast, że w skład eskorty wchodzili także żołnierze wojsk pogranicznych, funkcjonariusze milicji oraz dozorcy więzienni.
Pierwsza część marszu przebiegała ulicami płonącego miasta. Ewakuowanym rozkazano wtedy porzucić posiadane bagaże. Niektórzy więźniowie, zwłaszcza będący mieszkańcami Mińska, korzystając z chaosu, usiłowali zbiec. W większości wypadków ginęli jednak od kul konwojentów. Niektórzy próbowali się wmieszać w tłum uchodźców i pogorzelców. Eskorta bezwzględnie otwierała wówczas ogień, zabijając zarówno uciekinierów, jak i cywilów, którzy zbytnio zbliżyli się do kolumny. Zdarzać miały się również wypadki, gdy więźniowie ginęli pod gruzami walących się budynków.
Pierwszym punktem zbornym był las położony około pięć kilometrów od miasta. Skierowano tam wszystkich więźniów wyprowadzonych z Mińska, a także z więzień i aresztów w pobliskich miejscowościach. Zdaniem Janusza Prawdzic-Szlaskiego liczba ewakuowanych mogła sięgać nawet 20 tys. osób. Do podobnych wniosków doszła Główna Komisja Ścigania Zbrodni przeciwko Narodowi Polskiemu, która szacowała, że w kierunku Mohylewa pognano około 20 tys. więźniów, w tym 8–11 tys. więźniów wyprowadzonych z Mińska. Było wśród nich wielu obywateli polskich, których aresztowano na okupowanych ziemiach północno-wschodnich II Rzeczypospolitej. Wśród więźniów znajdowały się osoby małoletnie.

Widząc obok mnie idącą 12-letnią dziewczynkę spytałem za co ją aresztowano. Z wielką powagą i zdziwieniem odpowiedziała: „Za kontrrewolucję i szpiegostwo”; pochodziła z Nieświeża – wspomnienia Janusza Prawdzic-Szlaskiego.

Wśród ewakuowanych znajdowali się także: Litwini – więźniowie polityczni przywiezieni z Kowna (w liczbie od 115 do 300 osób), oficerowie i żołnierze Armii Czerwonej aresztowani przez NKWD, wśród nich lotnicy, Paul Jung – obywatel Szwajcarii, który jako ochotnik brał udział w wojnie zimowej po stronie fińskiej, rzekomo nawet żołnierze francuscy i brytyjscy, którzy po ucieczce z niemieckich obozów jenieckich zostali internowani w ZSRR.
Świadkowie wspominali, że na uboczu trzymano grupę liczącą kilkuset więźniów, na których ciążyły wyroki śmierci. Ludzi tych rozstrzelano wkrótce po tym, jak resztę więźniów wyprowadzono z lasu. Pozostałych popędzono dalej na wschód, dzieląc ich uprzednio na kolumny, które maszerowały w odległości kilku kilometrów od siebie. Przerwy na odpoczynek były krótkie i nieliczne. Dopiero w ostatniej fazie marszu enkawudziści zapewnili niektórym kobietom transport samochodami ciężarowymi. Tempo nadawali dobrze odżywieni więźniowie kryminalni („urkowie”, „błatniacy”), co miało fatalne konsekwencje dla pozostałych uczestników marszu. Doskwierały letnie upały, jednakże więźniowie mieli możliwość ugaszenia pragnienia tylko w przypadku, gdy udało im się znaleźć zdatną do picia wodę w miejscu postoju. Wydawano im minimalne ilości pożywienia, zwykle trafiało ono zresztą w ręce „błatniaków”. Podczas niemieckich nalotów więźniów wypędzano na środek drogi, podczas gdy konwojenci chronili się pod drzewami lub w przydrożnych rowach. Krzykiem, kopniakami i ciosami kolb karabinowych zmuszano ofiary do szybszego marszu. Osoby, które z powodu wyczerpania nie nadążały za kolumną, były rozstrzeliwane lub zakłuwane bagnetami przez konwojentów. Ten sam los spotykał więźniów, którzy podejmowali próby ucieczki lub oporu, zbyt wolno reagowali na polecenia, czy nawet zwrócili na siebie uwagę eskorty, rozmawiając ze współtowarzyszami lub przyglądając się niemieckim samolotom. Nie oszczędzano ani kobiet, ani niepełnoletnich. Zwłoki zamordowanych, których konwojenci nie grzebali, szybko rozkładały się w letnim upale. Silniejsi więźniowie i więźniarki (wyłączywszy „błatniaków”) starali się w miarę możliwości pomagać wyczerpanym towarzyszom.
W trakcie przemarszu enkawudziści kontynuowali likwidację więźniów, których uznano za szczególnie niebezpiecznych. Świadkowie wspominali, że funkcjonariusze bacznie obserwowali kolumny, pojedynczo wywoływali upatrzone osoby, odprowadzali je na bok, a następnie rozstrzeliwali. Niektóre ofiary zmuszano ciosami kolb karabinowych, by przyklęknęły lub pochyliły się, ułatwiając w ten sposób oprawcom oddanie śmiertelnego strzału.
Ewakuacji towarzyszyły także zbiorowe egzekucje:
- w czasie postoju nieopodal Czerwienia z jednej kolumny wyciągnięto 20 więźniów, których rozstrzelano nad dołem po żwirze.
- kolumnę złożoną z około 300 więźniów skierowano na boczną drogę i zatrzymano w pobliżu olchowego lasku. W tym samym czasie od strony Mińska nadjechał samochód, w którym znajdowała się grupa funkcjonariuszy NKWD. Rozkazali oni eskorcie wymordować wszystkich więźniów. Kilku z nich usłyszało rozmowę i ostrzegło towarzyszy. W efekcie część więźniów rzuciła się do ucieczki, która powiodła się jednak tylko czternastu osobom. Pozostałych zastrzelono seriami broni maszynowej.
- inną kolumnę, złożoną z około 200 więźniów, doprowadzono do przydrożnego lasku nieopodal Czerwienia. Tam konwojenci wypuścili na wolność więźniów kryminalnych, a pozostałych rozstrzelali.
- kolejną kolumnę, złożoną z nieustalonej liczby więźniów, również zatrzymano przy lesie w pobliżu Czerwienia. Tam eskorta rozkazała więźniom uciekać, po czym otworzyła do nich ogień z broni maszynowych. Rannych dobijano. Zwłoki zamordowanych zmiażdżono kołami samochodów ciężarowych, a według innej wersji – czołgowymi gąsienicami. Masakrę przeżyć miała tylko jedna osoba.
- w nieustalonych okolicznościach rozstrzelano zapamiętaną przez świadków grupę Polaków w charakterystycznych długich płaszczach[e][32].

W dramatycznych okolicznościach masakry uniknęła jedna z kolumn, licząca 1200 osób. W pewnym momencie naczelnik konwoju otrzymał pisemny rozkaz rozstrzelania więźniów, jednakże przeczytawszy go, podarł dokument, po czym odebrał sobie życie. Zdezorientowani strażnicy uciekli, a pozostawieni sami sobie więźniowie rozbiegli się po okolicy.

### Czerwień
26 lub 27 czerwca, po pokonaniu sześćdziesięciopięciokilometrowej trasy, więźniowie dotarli do miasteczka Czerwień. Joanna Stankiewicz-Januszczak wspominała, że mieszkańcy odnieśli się do więźniów ze współczuciem, usiłując podać im żywność i wodę, zresztą bez większych przeszkód ze strony konwojentów. Więźniów zgromadzono na podwórzu miejscowego więzienia; według Janusza Prawdzic-Szlaskiego dotarło tam zaledwie 2 tys. spośród blisko 20 tys. więźniów, którzy wyruszyć mieli spod Mińska. Przybyłym wydano po kubku wody i 100–200 gramów chleba. Niedługo później enkawudziści zaczęli wywoływać po nazwisku wybranych więźniów. Dwóch, którzy się zgłosili, natychmiast odprowadzono do więziennej łaźni i zastrzelono.
Wkrótce enkawudziści zaczęli segregować więźniów według płci oraz wyroków lub przypisywanych im zarzutów. Sformowano wtedy dwie grupy mężczyzn – jedną liczącą około 600–700 osób, drugą około czterystuosobową – a także około trzydziestoosobową grupę kobiet. Niektórzy więźniowie polityczni, przeczuwając grożące im niebezpieczeństwo, podali się za pospolitych przestępców lub osoby schwytane przy próbie nielegalnego przekroczenia granicy, unikając w ten sposób wyselekcjonowania. Z relacji litewskich świadków wynika ponadto, że z więzienia wyprowadzono dużą grupę więźniów kryminalnych, którzy zgłosili się jako ochotnicy do Armii Czerwonej.
Wieczorem wspomnianą grupę 600–700 mężczyzn wyprowadzono z więzienia i pognano na południowy wschód, drogą na Bobrujsk. Po pokonaniu około 3–4 kilometrów kolumna znalazła się w lesie, gdzie eskorta przystąpiła do rozstrzeliwania więźniów, poczynając od tych, którzy maszerowali w ostatnich szeregach. W pewnym momencie na gościńcu pojawiły się samochody z uzbrojonymi Sowietami, którzy wycofywali się na wschód. Uznając całą sytuację za atak niemieckich dywersantów, otworzyli oni ogień zarówno do więźniów, jak i konwojentów. Na rozkaz enkawudzistów cała kolumna padła wtedy na ziemię. Po wyjaśnieniu sytuacji konwojenci rozkazali więźniom uciekać do lasu, po czym otworzyli ogień z broni maszynowej i zaczęli ciskać w nich granaty. Po zakończeniu masakry ułożyli zwłoki zabitych w stos, oblali benzyną i podpalili. Ocalało jedynie 37 więźniów, którym udało się uciec z miejsca egzekucji. Był wśród nich Janusz Prawdzic-Szlaski. Po trzydniowej wędrówce po lasach i bagnach ocalali więźniowie natknęli się na wojska niemieckie.
Tragiczny los spotkał także drugą grupę mężczyzn. Wyprowadzono ich do lasu pod Czerwieniem i tam rozstrzelano. Masakrę przeżyło tylko osiem osób. Ocalały natomiast wyselekcjonowane kobiety, które zdołały się ukryć w zakamarkach więzienia i w ten sposób doczekały wyzwolenia.
Z sowieckich raportów wynika, że egzekucję więźniów zatrzymanych za „przestępstwa kontrrewolucyjne” zarządził naczelnik zarządu więziennictwa NKWD Białoruskiej SRR, Stiepanow.

### Epilog
Nad ranem 27 lub 28 czerwca, po niemieckim nalocie na miasto, funkcjonariusze NKWD uciekli z Czerwienia. „Błatniacy” korzystając z okazji rozgrabili wtedy więzienny magazyn z żywnością, podczas gdy pozostali więźniowie zbiegli. Tych, których zamknięto w celach, uwolnili mieszkańcy Czerwienia, którzy wdarli się do więzienia po ucieczce enkawudzistów. Więźniowie narodowości białoruskiej udali się do miasteczka, a następnie rozeszli się do swych domów. Polacy i więźniowie innych narodowości uciekli natomiast do okolicznych lasów i pod ich osłoną usiłowali przedostać się na zachód.
Ucieczka z więzienia nie oznaczała automatycznie ocalenia. Więźniowie, którzy natknęli się na sowieckie patrole, często byli rozstrzeliwani na miejscu. Z drugiej strony ocaleni z „marszu śmierci” zazwyczaj spotykali się z życzliwością i pomocą ze strony miejscowej ludności białoruskiej.
Zbrodnia NKWD została wykorzystana przez nazistowską propagandę. Janusz Prawdzic-Szlaski wspominał, że gdy po ucieczce z miejsca kaźni trafił do obozu przejściowego, Niemcy emitowali osadzonym filmy ukazujące m.in. zwłoki więźniów zamordowanych na „drodze śmierci”.
Więźniów, których po wybuchu wojny wywieziono z Kowna, poszukiwała delegacja Litewskiego Czerwonego Krzyża. Grażyna Lipińska wspominała, że spotkała jej członków po powrocie do Mińska. Z ich słów miało wynikać, że wśród ofiar znajdował się „kwiat litewskiej inteligencji”.

### Ofiary
Liczba ofiar „marszu śmierci” pozostaje trudna do ustalenia. Wykaz odjazdów i ruchu transportów z więzień NKWD Białoruskiej SRR informuje:

Mińsk – z Mińska wyprowadzono pieszo 2 tys. więźniów. Doprowadzono do Czerwienia, gdzie ubyło według pierwszej kategorii 500 więźniów kontrrewolucjonistów. Przestępców pospolitych i ukazników zwolniono, część się rozbiegła. Czterech więźniów z mińskiego więzienia 5 lipca 1941 przybyło do Swierdłowska w składzie transportu z Mohylewa.

Z kolei w raporcie z 11 lipca 1941 roku, sporządzonym przez naczelnika 3. oddziału 42. brygady wojsk konwojowych NKWD, mł. lejtnanta Kompanijca, stwierdzono:

26 czerwca 1941 r. siłami roty snajperów z więzienia w Mińsku ewakuowano ok. 2 tys. osób, ale z powodu ciągłych ataków na konwój pod Czerwieniem, za zgodą dowództwa 209 osób zostało rozstrzelanych, a więźniowie zatrzymani za przestępstwa kryminalne zostali zwolnieni.

Liczba ewakuowanych podawana w sowieckiej dokumentacji jest najprawdopodobniej zaniżona. Główna Komisja Ścigania Zbrodni przeciwko Narodowi Polskiemu opierając się na relacjach Janusza Prawdzic-Szlaskiego i innych świadków, szacowała, że „marsz śmierci” przeżyło jedynie 1 tys. więźniów doprowadzonych do Czerwienia oraz 1,2 tys. więźniów z kolumny, która rozbiegła się po samobójstwie naczelnika konwoju. Przy założeniu, że ewakuacji podlegało 20 tys. więźniów, oznaczałoby to, iż liczba ofiar „drogi śmierci” sięgnęła 18 tys. osób. W ocenie Bogdana Musiała szacunki te wydają się być znacznie zawyżone, a jednocześnie pozostają niemożliwe do zweryfikowania. Niemniej nie ma on wątpliwości, że liczbę ofiar „dróg śmierci” należy liczyć w tysiącach.
Wśród ofiar „marszu śmierci” z Mińska do Czerwienia znaleźli się: m.in. ppłk. Jerzy Dąbrowski – oficer kawalerii WP, uczestnik wojny polsko-bolszewickiej i kampanii wrześniowej, Balys Giedraitis – pułkownik, minister obrony narodowej Litwy w latach 1930–1934, Tadeusz Giedroyć – prezes Sądu Okręgowego w Łucku, ppor. Aleksander Polanko ps. „Kalikst” – szef sztabu Obszaru Białystok ZWZ, Henryk Konstanty Andrzeykowicz – właściciel kilku majątków ziemskich w powiecie wołkowyskim, kpr. Mieczysław Bauc – dowódca niewielkiego oddziału partyzanckiego ZWZ działającego we wschodniej części powiatu łomżyńskiego, Włodzimierz Bocheński – lekarz weterynarii, właściciel majątku ziemskiego na Polesiu, Stanisław Grzegorczyk – urzędnik z Białegostoku, współautor książki Walka Legionów o Białystok na tle bitwy warszawskiej w 1920 r., Kazimierz Gumowski – konspiracyjny kurier i przewodnik graniczny, Mikołaj Kaczan – wójt gminy Kleszczele, Zbigniew Bronisław Malinowski – ppor. rez. WP, nauczyciel gimnazjalny z Żyrardowa, Jan Orłowski – ppor. rez. WP, nauczyciel gimnazjalny z Białegostoku, bracia Franciszek i Hipolit Pankiewiczowie – właściciele majątków ziemskich, Jan Paszta – adwokat, sekretarz sądu i prokuratury w Białymstoku, członek POW, ks. Józef Radwański – proboszcz parafii w Rajgrodzie, Steponas Rusteika – wiceburmistrz Kowna, minister spraw wewnętrznych Litwy w latach 1929–1934, Flikier – właściciel olejarni w Białymstoku, narodowości żydowskiej.
Wśród ocalałych znaleźli się m.in.: kpt. Janusz Prawdzic-Szlaski – szef wywiadu i p.o. komendanta Obszaru Białystok ZWZ, Ludwik Audycki – burmistrz Radoszkowicz, kpt. Władysław Bruliński ps. „Oskar” – szef BlP Obszaru Białystok ZWZ (ciężko raniony w czasie egzekucji), Zofia Borkowska ps. „Marta” – szefowa łączności Obszaru Białystok ZWZ, ppor. Jan Buczyński ps. „Zaręba” – komendant Obwodu Grajewo-Szczuczyn ZWZ, Irena Białówna – lekarz pediatra z Białegostoku, Ignas Končius – profesor fizyki na uniwersytecie Witolda Wielkiego w Kownie, Grażyna Lipińska – kierowniczka zespołu szkół ekonomicznych w Grodnie, uczestniczka obrony miasta we wrześniu 1939 roku, Jonas Petruitis – pułkownik armii litewskiej, autor wspomnień z marszu śmierci, Joanna Stankiewicz-Januszczak – żołnierz AK, autorka wspomnień z „marszu śmierci”, Bronisław Skarżyński – kierownik szkoły i członek ZWZ z Jedwabnego, Juozas Tumas – pułkownik armii litewskiej, autor wspomnień z „marszu śmierci”.

## Polskie śledztwo
Śledztwo w sprawie masowych zabójstw co najmniej kilku tysięcy obywateli polskich więzionych przez NKWD w Mińsku zostało wszczęte 9 września 1992 roku przez Oddziałową Komisję Badania Zbrodni przeciwko Narodowi Polskiemu w Łodzi. W grudniu 1997 roku zostało zawieszone w związku ze skierowaniem wniosku do prokuratury Białorusi o przejęcie sprawy lub ustalenie dalszych świadków. Wniosek ten pozostał bez odpowiedzi, w konsekwencji czego w lutym 2006 roku śledztwo zostało wznowione przez Oddziałową Komisję Ścigania Zbrodni przeciwko Narodowi Polskiemu w Warszawie. Pod koniec września 2009 roku przejęła je do dalszego prowadzenia OKŚZpNP w Szczecinie. Prokuratorzy z pionu śledczego IPN koncentrowali się przede wszystkim na zbadaniu sprawy zbrodni popełnionych w czasie ewakuacji mińskich więzień w czerwcu 1941 roku. Ostatecznie postanowieniem z 9 lipca 2018 roku śledztwo zostało umorzone z powodu śmierci ustalonych kierowniczych oraz bezpośrednich sprawców zbrodni oraz niewykrycia pozostałych sprawców.
W wyniku śledztwa zidentyfikowano 348 pokrzywdzonych, a dodatkowo także kolejnych dziesięć osób, na temat których uzyskano jedynie szczątkowe informacje. Lista ta obejmuje osoby więzione przez NKWD w Mińsku – zarówno zamordowane na „drodze śmierci” lub zabite i zmarłe w innych okolicznościach, jak i te, które przeżyły pobyt w więzieniu i ewakuację w czerwcu 1941 roku.
W ocenie IPN zbrodnie popełnione przez NKWD w mińskich więzieniach spełniają znamiona zbrodni komunistycznej, będącej jednocześnie zbrodnią przeciwko ludzkości.

## Upamiętnienie

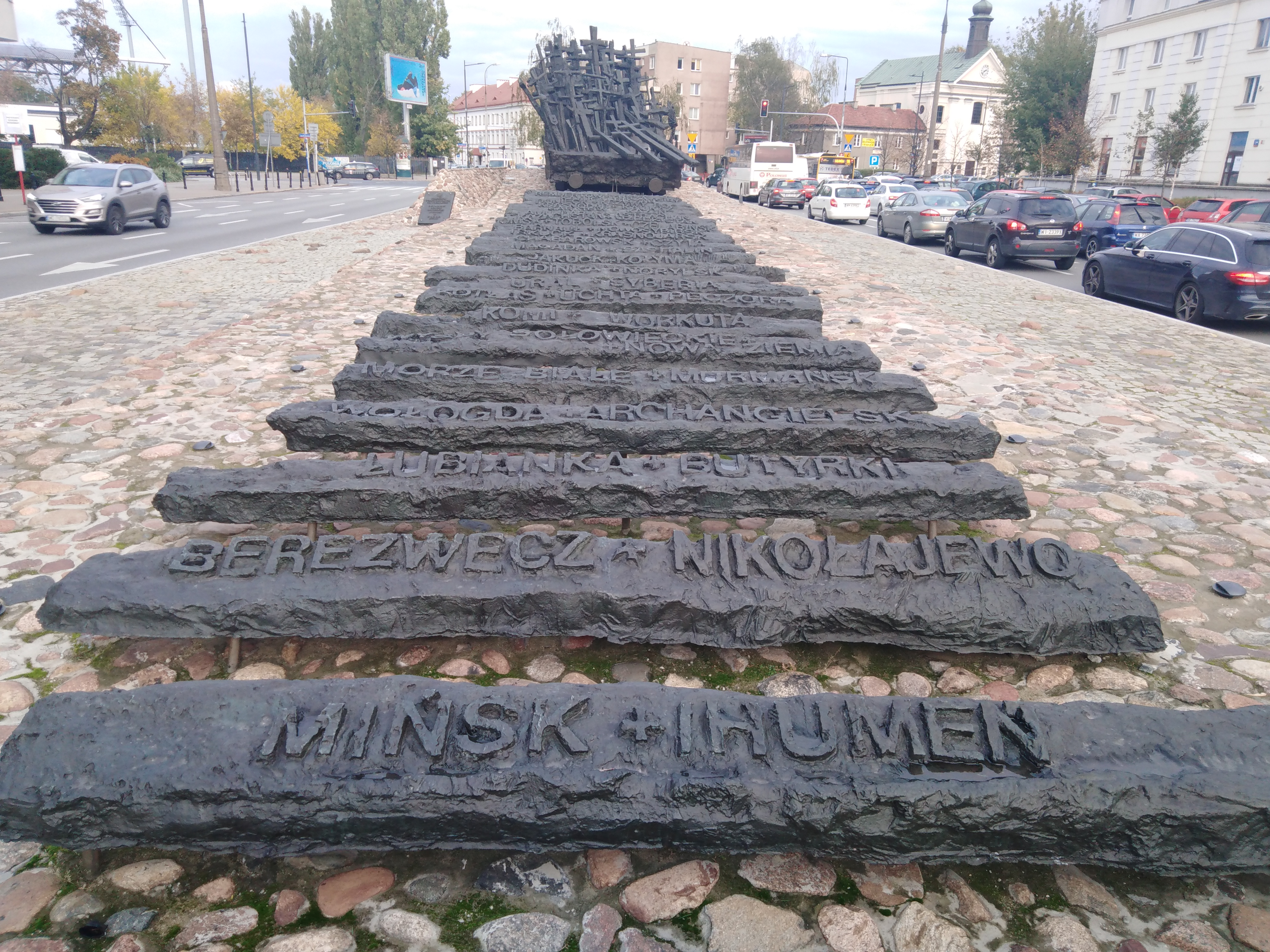
Pomnik Poległym i Pomordowanym na Wschodzie w Warszawie. Podkład kolejowy z napisem „Mińsk Ihumeń”

Tak długo, jak istniał Związek Radziecki, a w Polsce władzę sprawował reżim komunistyczny, badanie i upamiętnienie zbrodni było niemożliwe. Oficjalna wersja podawana przez władze sowieckie głosiła, że więźniowie zostali wymordowani przez „niemiecki desant”.
Sytuacja uległa zmianie po przełomie politycznym 1989 roku i rozpadzie ZSRR. Począwszy od 1990 roku z inicjatywy białoruskich środowisk niepodległościowych organizowano w Czerwieniu rocznicowe uroczystości upamiętniające ofiary „drogi śmierci”. Na uroczysku „Cegielnia”, gdzie w czerwcu 1941 roku enkawudziści rozstrzelali około 700 mężczyzn przyprowadzonych z więzienia w Czerwieniu, powstało miejsce pamięci. Już w 1990 roku stanęła tam kapliczka („świątek”) autorstwa rzeźbiarza Ipolitasa Užkurnysa, upamiętniająca ofiary litewskie. Jednocześnie odsłonięto krzyż upamiętniający ofiary białoruskie . Z kolei 25 czerwca 2000 roku w „Cegielni” odsłonięto niewielki pomnik, który upamiętnia ofiary polskie. Powstał on staraniem Rady Ochrony Pamięci Walk i Męczeństwa oraz Stowarzyszenia „Wspólnota Polska”, jego twórcą jest rzeźbiarz Genadzi Matusewicz. Ma formę kapliczki z drewnianą rzeźbą, która przedstawia Matkę Bożą zdejmującą Chrystusa z krzyża. Budowa pomnika napotkała na liczne przeszkody ze strony władz białoruskich. Uniemożliwiły one m.in. umieszczenie przy kapliczce głazu z inskrypcją i wizerunkiem białego orła. W obrębie miejsca pamięci znajdują się ponadto inne rzeźby i krzyże upamiętniające ofiary zbrodni.
Jednym z elementów Pomnika Poległym i Pomordowanym na Wschodzie w Warszawie jest podkład kolejowy z napisem „Mińsk Ihumeń”.
O marszu śmierci z Mińska do Czerwienia wspomina jeden z napisów na tablicy upamiętniającej ofiary masakr więziennych NKWD, która znajduje się na terenie kościoła św. Stanisława Kostki w Warszawie.